# Reliefumkehr
Reliefumkehr (auch: Inversion) ist die morphologische Umwandlung tektonischer Formen durch Abtragung unterschiedlich widerstandsfähiger Gesteine. Sättel und Horste werden zu morphologischen Depressionen, Mulden und Gräben zu Erhebungen.

## Voraussetzungen für die Reliefumkehr
Die folgenden Darstellungen verdeutlichen das Prinzip.

### Ablagerung und Entwicklung von Gesteinsschichten unterschiedlicher Härte
Bis ins Erdmittelalter waren weite Bereiche des heutigen Festlands mit Meer bedeckt. Die Flüsse des Festlands transportierten in den Küstenbereichen in verschiedenen Zeitepochen unterschiedliche Materialien ins Meer. In den unteren Schichten lagerten sich meistens weiche Sandsteine, Tone und Mergel ab. Es folgten härtere Tonschichten und eisenhaltiges Gestein. Das damals tropische Klima förderte in den flachen Meeresregionen die Kalkbildung und es entstanden als oberste Schicht sehr harte Riffgesteine.

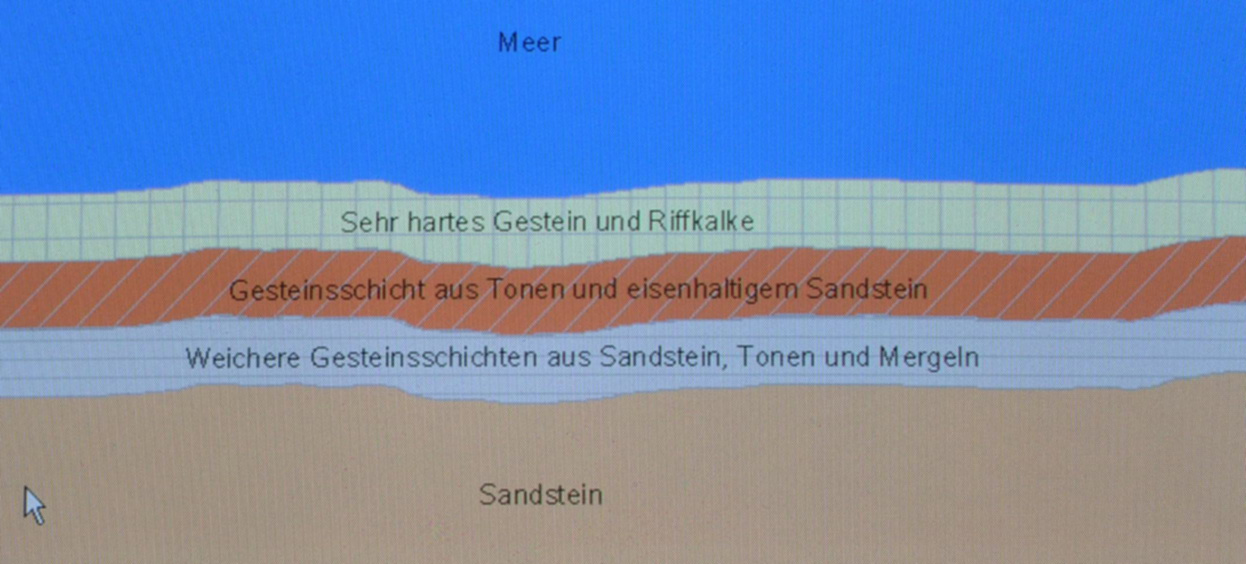
Gesteinsschichten durch Ablagerung

### Das Vorhandensein einer tektonischen Mulde
Durch Erdbewegungen und durch Dehnungskräfte konnten sich an Schwachstellen in der Erdkruste tektonische Mulden bilden. Ohne eine solche Mulde ist eine Reliefumkehr nicht möglich.

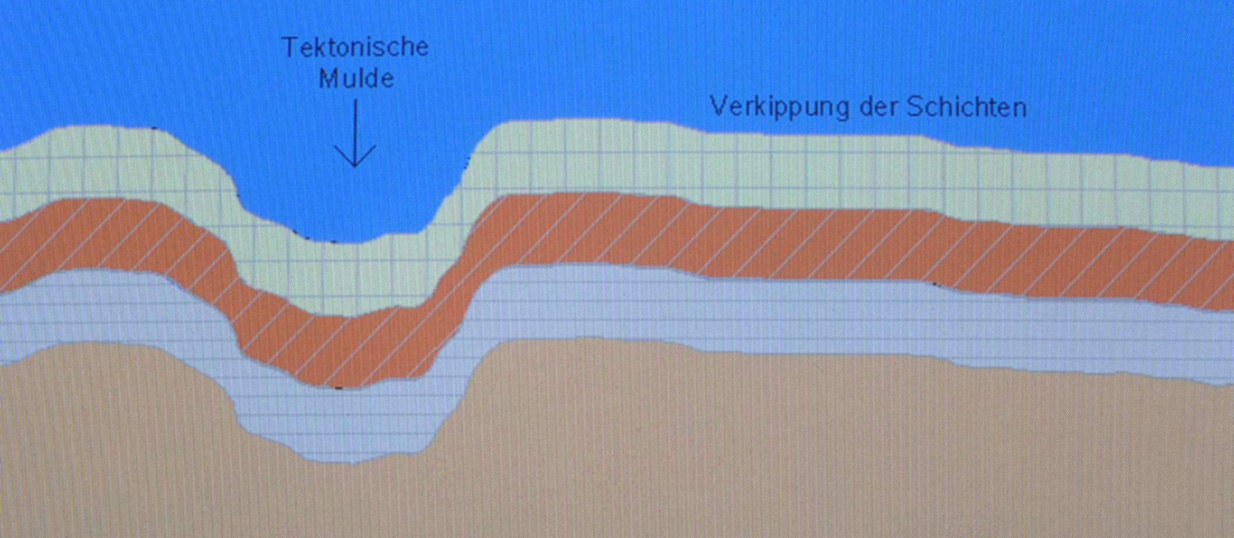
Tektonische Mulde

## Verlauf der Reliefumkehr

### Abtragung der Gesteinsschichten außerhalb der Mulde
Als sich das Meer langsam zurückzog, bildeten die tektonischen Mulden zunächst einen natürlichen Schutz vor Erosion durch Wind und fließendes Wasser. Dadurch wurden die Gesteinsschichten außerhalb der Mulde über Jahrmillionen langsam abgetragen, während das harte Gestein innerhalb der Mulde kaum angegriffen werden konnte. Nach der Abtragung des harten Gesteins außerhalb der Mulde lief dort die Erosion im weicheren Gestein noch schneller ab, so dass aus der ehemaligen Mulde langsam eine Umkehr zur Anhöhe erfolgte.

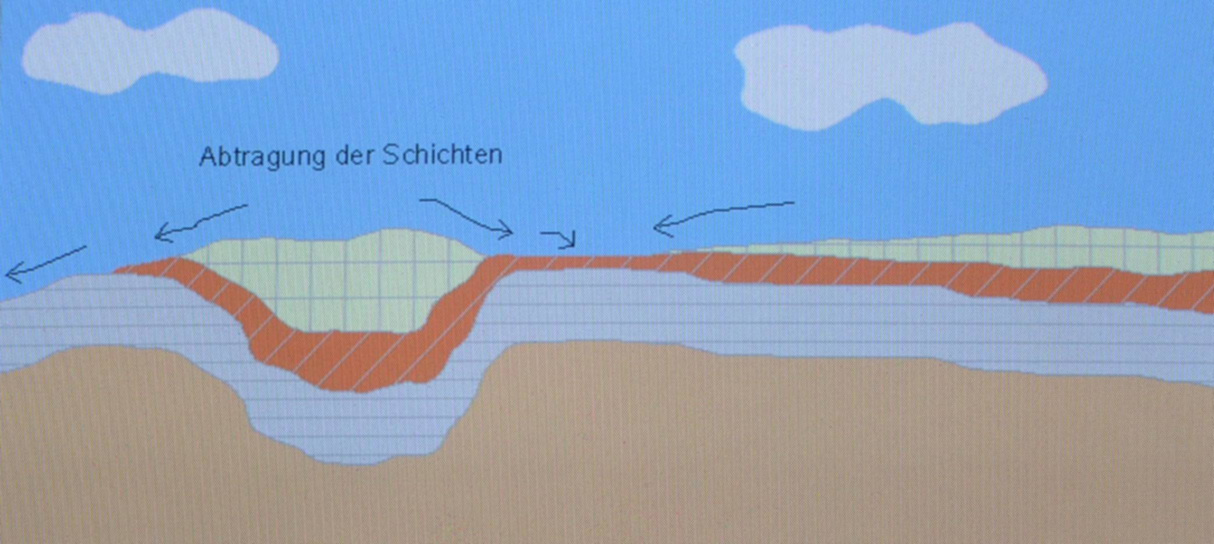
Abtragung der Gesteinsschichten durch Erosion

### Schnellere Erosion durch weiche Gesteinsschichten
Mit der vollständigen Verlandung griffen Wind und Wetter nun auch die Gesteinsschichten innerhalb der ehemaligen Mulde stark an. Dieses sehr harte Gestein konnte der Erosion jedoch einen viel größeren Widerstand entgegensetzen als die weichen Gesteinsschichten der weiten Umgebung. Dadurch wurde das Umland immer niedriger. Aus der geologischen Mulde ist damit eine topographische Erhebung entstanden.

## Bekannte Beispiele
- Leuchtenburg (Seitenroda) bei Kahla[1]
- Ratberg und Ratberggraben bei Magstadt[2]
- Ulrichsberg bei Klagenfurt[3]
- Scheibenberg, Pöhlberg und Bärenstein im Erzgebirge
- Montagne de la Serre und Plateau von Gergovia bei Saint-Saturnin (Puy-de-Dôme), Frankreich[4]
- Viele Erhebungen im zentralen Great Valley der Appalachen